# Saunders-Roe A.19 Cloud
Le Saunders-Roe A.19 Cloud était un avion amphibie de transport de passagers britannique de l'entre-deux-guerres. Conçu par Saunders-Roe sous la désignation A.19, il fut plus tard produit sous la désignation A.29 pour la Royal Air Force, au sein de laquelle il servait à l'entraînement au pilotage et à la navigation.

## Conception et développement
À la suite du succès du Cutty Sark, la compagnie Saunders-Roe conçut une version agrandie de cet avion, désignée A.19 Cloud. Il avait de la place pour deux membres d'équipage et huit passagers, et comme le Cutty Sark était un avion amphibie monoplan bimoteur, avec les deux moteurs installés sur un support placé au-dessus de l'aile. La conception permettait une grande flexibilité dans le choix des moteurs utilisés, et quatre exemplaires de l'avion furent vendus à des opérateurs privés avec des moteurs différents.
Effectuant son premier vol en 1930, le prototype était équipé de deux moteurs en étoile Wright J-6 de 300 ch (224 kW) chacun.
Le Ministère de l'Air britannique (Air Ministry) commanda un exemplaire pour évaluation en tant qu'avion d'entraînement. Cet avion vola pour la première fois en juin 1930. Après évaluation, l'Air Ministry commanda un total de seize avions pour un rôle d'entraînement au pilotage et à la navigation, suivant la Specification 15/32, qui furent livrés en trois lots de production différents. Alors redésigné A.29, l'avion était équipé de moteurs Armstrong Siddeley Serval III et avait de la place pour six élèves, ainsi que des installations de mitrailleuses dans les compartiments avant et arrière. Il pouvait également emporter des bombes d'entraînement de 50 livres (22,7 kg).

## Carrière opérationnelle
Le premier A.29 de production fut livré au Marine Aircraft Experimental Establishment (en) pour y subir des tests et des évaluations. Après une série de modifications appliquées à la coque et à ses décrochements, l'avion fut livré Seaplane Training Squadron de Calshot, en août 1933. Au cours de sa carrière, le Cloud servit à l'entraînement des pilotes, qui devaient ensuite s'entraîner sur de plus gros appareils après avoir passé leurs examens sur le Cloud, avant d'être affecté à des unités de première ligne de la RAF. Il permit également de former des navigateurs, grâce à sa large cabine permettant de loger plusieurs grandes tables pour des cartes.
Le dernier Cloud fut livré à la RAF en 1935. Après seulement quelques années de service comme appareil d'entraînement, le Cloud fut retiré du service, en juillet 1939.

## Versions
- A.19/1 : Prototype, numéroté G-ABCJ, équipé de deux moteurs en étoile Wright J-6 de 300 ch (224 kW) chacun. Il fut vendu au Canada sous le numéro CF-ARB[4], mais retourna chez Saunders-Roe en 1934 pour servir de banc d'essais pour les moteurs. Il fut alors rééquipé avec des Napier Rapier IV (en) de 340 ch (254 kW) et d'une surface aérodynamique auxiliaire à l'arrière et en bas des nacelles des moteurs. Il fut ensuite prêté à Jersey Airways en 1935, avant d'être définitivement retiré du service en 1936 ;
- A.19/2 : Version spéciale propulsée par trois moteurs Armstrong Siddeley Lynx IVC de 215 ch (158 kW), numérotée G-ABHG. En raison de problèmes avec l'installation moteurs, il fut remotorisé avec deux Pratt & Whitney R-1340 Wasp C de 425 ch (313 kW) avant d'être livré. Il disposait aussi d'un plan aérodynamique auxiliaire au-dessus des moteurs, et d'une double dérive pour améliorer son contrôle directionnel. Vendu à Imperial Airways en 1940 comme avion d'entraînement, il fut gravement endommagé et considéré irréparable en 1941. Il fut ensuite envoyé à la destruction ;
- A.19/3 : Prototype pour l'Air Ministry, avec le serial « K2681 », et propulsé par deux moteurs en étoile Armstrong Siddeley Serval III de 340 ch (254 kW). Après évaluation, seize appareils de production, désignés A.29, furent commandés pour la Royal Air Force (RAF) ;
- A.19/4 : Appareil numéroté G-ABCJ, doté de deux Wright J-6 de 300 ch. Nommé « Cloud of Iona », il fut utilisé par British Flying-Boats, Ltd. pour des vols événementiels et des vols charters, et effectua un service bref entre Glasgow et Belfast. En 1935, il fut utilisé par Spartan Air Lines (en), et plus tard par Guernsey Airways, avant d'être perdu au large de Jersey, le 31 juillet 1936[5],[6] ;
- A.19/5 : Appareil propulsé par deux Armstrong Siddeley Serval III et numéroté G-ACGO, il prit l'air pour la première fois en 1933. Il effectua ensuite une tournée promotionnelle en Europe, puis fut vendu à la compagnie aérienne nationale tchèque, sous le numéro OK-BAK, et rééquipé avec des moteurs en étoile Walter Pollux. Le fuselage de cet avion est préservé au Musée de l'aviation de Prague-Kbely[7] ;
- A.29 : Appareils d'entraînement pour la Royal Air Force, produits à 16 exemplaires et dotés de deux moteurs Serval III ;
- Monospar ST-8 : L'exemplaire de l'A.19 ayant servi à l'évaluation par l'Air Ministry (le K2681) fut équipé d'une aile expérimentale General Aircraft Monospar (en), sous la Specification 18/32, permettant d'évaluer l'emploi de l'aile sur de futurs concepts de Saunders-Roe. L'avion modifié vola en 1934 et fut utilisé pour aider au développement du Saunders-Roe A.33.

## Utilisateurs

### Civils
L'avion eut des clients privés au Canada et au Royaume-Uni, ainsi que des clients parmi les compagnies aériennes :
- Tchécoslovaquie :
  - CSA Czech Airlines.
- Royaume-Uni :
  - British Flying Boats ;
  - Guernsey Airways ;
  - Imperial Airways ;
  - Jersey Airways ;
  - Spartan Air Lines.

### Militaires
- Royaume-Uni :
  - Royal Air Force (RAF) :
    - No. 48 Squadron RAF, au sein de l'école de navigation aérienne, sur la base aérienne de Manston ;
    - No. 9 Elementary and Reserve Flying Training School (Base aérienne d'Ansty (en)) ;
    - Air Observers School ;
    - School of Air Pilotage (Base aérienne d'Andover (en)) ;
    - School of Naval Co-operation (Base aérienne de Calshot (en)) ;
    - Seaplane Training Squadron (Base aérienne de Calshot).